# Wael Arakji
Pour les articles homonymes, voir Rustom.
Wael Arakji (en arabe : وائل عرقجي), né le 4 septembre 1994, à Beyrouth au Liban, est un joueur libanais de basket-ball. Il était nommé le meilleur joueur d'Asie en 2022 .

## Carrière
Formé au Riyadi Club Beyrouth, il évolue aux postes de meneur et d'arrière.
À l'été 2019, il participe à la NBA Summer League avec les Mavericks de Dallas.
En février 2020, il renforce Al-Shamal Sports Club.
Le 7 février 2021, il signe avec l'Union sportive monastirienne et quitte l'équipe en mai 2021, après la fin de la saison.
Le 2 juin 2021, Arakji retourne au Al-Shamal Sports Club. Il quitte l'équipe au début de août 2021.
En août 2021, il rejoint l'équipe koweïtien Al Jahra Sporting Club.
En février 2022, il signe pour le reste de la saison avec le Beirut Sports Club.
À l'été 2022, Arakji retourne au Riyadi Club Beyrouth.
En octobre 2024, il rejoint Al-Arabi Sports Club sous la forme d'un prêt pour la coupe du Qatar.
Le 9 décembre 2024, il signe avec le Dubaï Basketball sous la forme d'un prêt.
En janvier 2025, il retourne au Riyadi Club Beyrouth pour le début de la saison au Liban.

## Clubs
- 2012-2019 : Riyadi Club Beyrouth (Liban), (FLB Ligue)
- 2017-2018 : Beijing Royal Fighters (Chine), (CBA Ligue)
- 2020 : Al-Shamal Sports Club (Qatar)
- 2021 (4 mois) : Union sportive monastirienne (Tunisie), (PRO A et Basketball Africa League)
- 2021 (2 mois) : Al-Shamal Sports Club (Qatar)
- 2021-2022 : Al Jahra Sporting Club (Koweït)
- 2022 (4 mois) : Beirut Sports Club (Liban)
- depuis 2022 : Riyadi Club Beyrouth (Liban)
- 2024 (1 mois) : Al-Arabi Sports Club (Qatar)
- 2024 (1 mois) : Dubaï Basketball Club (Émirats arabes unis), (Ligue adriatique)

## Palmarès

### Clubs
- Champion du Liban : 2014, 2015, 2016, 2017, 2019, 2022, 2023, 2024, 2025
- Coupe du Liban : 2019, 2022
- Champion du Qatar : 2020
- Coupe du Qatar : 2024
- Champion de Tunisie : 2021
- Coupe de Tunisie : 2021
- Médaille d'or à la Ligue des champions d'Asie 2017, 2024
- Médaille d'or à la Coupe d'Asie de l'Ouest des clubs champions 2017
- Médaille d'or à la Ligue d'Asie de l'Ouest 2023, 2024, 2025
- Médaille d'or à la Super Ligue d'Asie de l'Ouest 2024, 2025
- Médaille d'argent à la Ligue africaine 2021 (Rwanda)

### Sélection nationale
- Médaille d'or à la coupe arabe des nations 2022 (Émirats arabes unis)
- Médaille d'argent à la Coupe d'Asie 2022

### Distinctions personnelles
- Meilleur joueur de la coupe arabe des nations 2022
- Nommé dans le cinq majeur de la Ligue africaine 2021
- Meilleur scoreur de la coupe d'Asie 2022 (avec 26 points en moyenne par match)
- Nommé dans le cinq majeur et meilleur joueur de la coupe d'Asie 2022
- Meilleur joueur de la finale du chamionnat du Liban 2022
- Meilleur joueur du championnat du Liban 2024
- Meilleur joueur de la Ligue des champions d'Asie 2024
- Meilleur joueur de la Super Ligue d'Asie de l'Ouest 2025[5]
- Meilleur meneur du championnat du Liban 2025